# Bassin aralo-caspien
Le bassin endoréique aralo-caspien, centré sur la mer d'Aral et la mer Caspienne représente cinq millions de km2 (3,626 millions km² pour le sous bassin de la mer Caspienne, et 1,549 million km2 pour le sous bassin de la mer d’Aral.
- Le sous-bassin de la mer d'Aral coïncide géographiquement avec presque toute la région d'Asie centrale, plus précisément l’ensemble du territoire des Tadjikistan, Ouzbékistan, la majorité du Turkménistan, trois provinces de la République kirghize (Och, Jalalabad et Naryn), la partie méridionale du Kazakhstan (deux provinces: Kyzyl-Orda et Sud-Kazakh) et la partie nord de l’Afghanistan et de l’Iran[1]. Il est constitué de ses sous-bassins, celui de l'Amou-Daria et le Syr-Daria (auxquels il faut ajouter le Murghab et le Hari Rûd qui se perdent par épuisement dans le Désert du Karakoum).

- Le sous-bassin de la mer Caspienne est constitué de ses cinq sous bassins, Volga, Oural, Terek, Koura et le Bassin versant de la mer Caspienne dans le Nord Iranien (Lui même composé de plusieurs sous bassins dont le plus important est celui du Sefid Roud).

Le bassin aralo-caspien du temps de Union soviétique représentait 23 % de son territoire, mais ne disposait que de 9 % de l'écoulement superficiel, soit un volume de 425 km3, dont un peu plus de la moitié (55 %) pour la seule Volga.

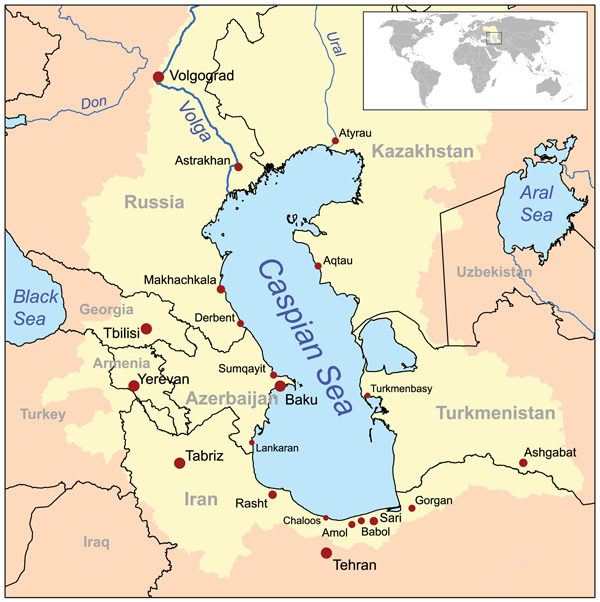
Carte de la mer Caspienne et de la mer d'Aral, en jaune les limites du bassin de la mer Caspienne

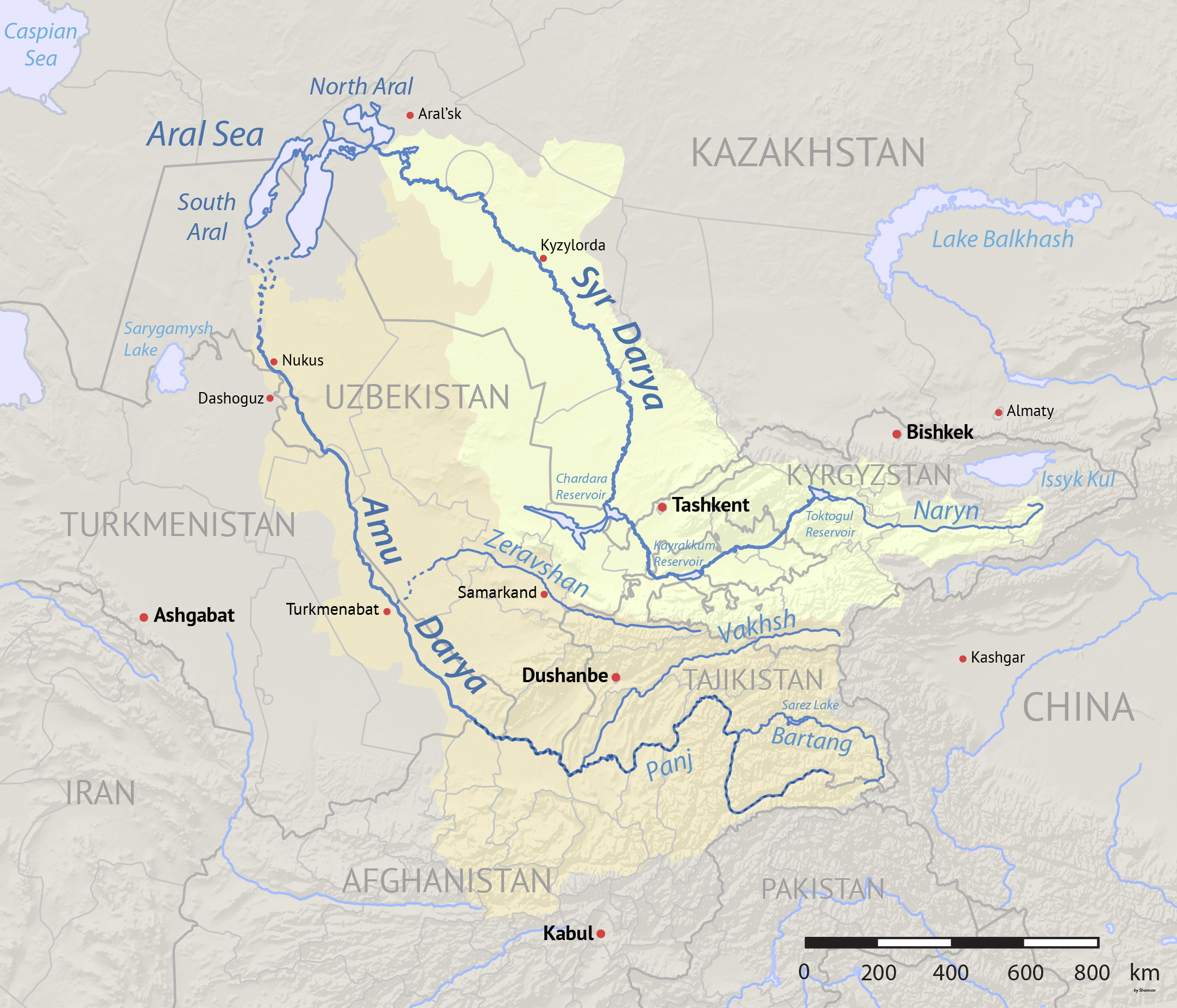
Bassin de la mer d'Aral

Le bassin de la mer d’Aral peut être divisé en deux zones principales : la plaine de Touran (Désert du Karakoum, Désert du Kyzylkoum, steppes kazakh plaines et plateaux sédimentaires, steppiques à désertiques) et la zone de montagne (République kirghize et Tadjikistan le château d'eau de la région mais pauvre en terres). 
La majeure partie du territoire du Kazakhstan, du Turkménistan et de l'Ouzbékistan est recouverte de désert (plus de 50%) et seulement moins de 10 % est représentée par des montagnes. Une telle répartition de la surface a créé un potentiel énorme pour le développement de l'irrigation, qui nécessite plus de ressources en eau que celles dont disposent ces pays. À l'époque soviétique, cette répartition inégale de l'eau et des terres était considérée comme une occasion de réaffecter les ressources en eau au développement des zones nouvellement irriguées dans les républiques de plaine. Cependant, dans la période post-soviétique actuelle, ces circonstances ont été transformées en une source de conflits potentiels.
Nombre d'oasis (vallée de Fergana, Khwarezm, Tejen, Mary, Zeravchan, Tachkent - Chimkent), couvrent une petite partie de la superficie totale mais qui sont depuis l'Antiquité, au centre de l'activité humaine.
Selon les statistiques kazakhes du temps de l'Union soviétique, l'Amou-Daria, le volume moyen de l'écoulement pour la période 1911-1960, considérée comme « naturelle » est de 43 km3. L'Institut Hydrologique soviétique évalue l'écoulement « qui se forme naturellement » sur le bassin de ce fleuve à 54 km3. Mais dès l'époque « considérée comme naturelle », le fleuve subit déjà des pertes à cause des prélèvements humains et aussi de l'importante évaporation qui se produit dans le lacis des chenaux d'écoulement du champ d'inondation, l'Amou-Daria connaissant son débit maximum en été. Dans la période d'influence anthropique intense qui a suivi la Seconde Guerre mondiale, le volume moyen de l'écoulement annuel est tombé à 33 km3 pour la période 1961-1970, puis à 15,5 km3 en 1971-1980. Dans la décennie quatre-vingt, plusieurs années ont connu une absence totale d'écoulement à la mer. Sans atteindre cette situation extrême, tous les fleuves du bassin aralo-caspien connaissent cette évolution.
Le bassin aralo-caspien est bordé au nord par le bassin de la mer Baltique et le bassin de la mer de Barents ; à l'est par le bassin Balkhach-Alakol et le bassin du Tarim, endoréiques tous les deux ; à l'Ouest par le bassin de la mer Noire ; au sud par le bassin du plateau central iranien, et le bassin du Sistan (plus à l'est), endoréiques tous les deux.

## Note et référence
1. 1 2 3  Aral Sea. Location, geomorphology, lanscape. sur cawater-info.net
2. 1 2   Marchand Pascal. Géopolitique de l'eau sur le territoire de l'ex-U.R.S.S. In: Revue Géographique de l'Est, tome 33, n°1,1993. La gestion de l’eau dans l’ex-URSS. pp. 37-73. Lire en ligne